# Turrilatirus melvilli
Turrilatirus melvilli is een slakkensoort uit de familie van de Fasciolariidae. De wetenschappelijke naam van de soort is voor het eerst geldig gepubliceerd in 1911 door Schepman.